# Província de Tarfaya
La província de Tarfaya (àrab: إقليم طرفاية, iqlīm Ṭarfāya; amazic estàndard marroquí: ⵜⴰⵙⴳⴰ ⵏ ⵟⴰⵔⴼⴰⵢⴰ, tasga n Ṭarfaya) és una de les províncies creades pel govern marroquí al Sàhara Occidental, un territori no autònom sota supervisió del Comitè de Descolonització de l'Organització de les Nacions Unides. El seu procés de descolonització va ser interromput en 1976, quan Espanya, la seva potència administradora, va abandonar el territori en virtut de l'Acord Tripartit de Madrid, no vàlid segons el Dret internacional. Part del territori està ocupat pel Marroc, qui l'inclou dins de la regió Laâyoune-Sakia El Hamra, i reclamat per l'autoproclamada República Àrab Sahrauí Democràtica. Per a més informació, vegeu Estatut polític del Sàhara Occidental. Té una superfície de 12.270 km² i 13.082 habitants censats en 2004.
Fou creada en 209 en desmembrar-se de la província d'Al-Aaiun, amb comuna urbana de Tarfaya i les comunes rurals de Daoura, d'Hagunia, d'Akhfennir i de Tah.

## Subdivisions
La província se subdivideix administrativament en els següents:
| Nom       | Codi geogràfic | Tipus        | Habitatges | Població (2004) | Població estrangera | Població local | Notes |
| --------- | -------------- | ------------ | ---------- | --------------- | ------------------- | -------------- | ----- |
| Tarfaya   | 321.01.05.     | Municipi     | 1,328      | 5,615           | 1                   | 5,614          |       |
| Akhfennir | 321.05.01.     | Comuna rural | 343        | 1,583           | 1                   | 1,582          |       |
| Tah       | 321.05.07.     | Comuna rural | 242        | 1,255           | 0                   | 1,255          |       |
| Daoura    | 321.05.03.     | Comuna rural | 192        | 878             | 2                   | 876            |       |
| Hagunia   | 321.05.05.     | Comuna rural | 180        | 1,089           | 0                   | 1,089          |       |